# Каблуков, Владимир Иванович
Влади́мир Ива́нович Каблуко́в (1781—1848) — генерал-лейтенант русской императорской армии, участник наполеоновских войн; впоследствии — сенатор, действительный тайный советник.

## Биография
Родился 5 (16) октября 1781 года в дворянской семье Каблуковых.
В службу вступил в 1791 году в Преображенский лейб-гвардии полк унтер-офицером, в 1798 году был произведен в прапорщики. В 1802 году перешел поручиком в Кавалергардский полк, с которым участвовал во многих сражениях войн третьей и четвёртой коалиций; был ранен. 6 сентября 1810 года Каблуков за доблесть был поощрён погонами полковника.
После начала вторжения наполеоновской армии в Россию, Каблуков со своим полком принял участие в ряде ключевых сражений Отечественной войны 1812 года (Бородинское сражение и баталия под Красным и др.).

После изгнания Наполеона из пределов Российской империи принял участие в заграничном походе русской армии; 15 сентября 1813 года был награждён орденом Святого Георгия 4-го класса 
За отличие в сражении с французами при Кульме, где отбил 4 французских орудия, взял обратно 20 прусских пушек и захватил 280 пленных.
За доблесть, выказанную в бою при Фер-Шампенуазе, Каблуков 10 мая 1814 года был произведён командованием в генерал-майоры.
В 1821 году был назначен командиром Лейб-Кирасирского её Величества полка, затем 2-й бригады 1-й кирасирской дивизии, а в 1828 году, уже в чине генерал-лейтенанта (полученном им 22 августа 1826 года), принял начальство над 4-й гусарской дивизией, с которой участвовал в польских событиях, где за отличие в сражении 23 июня при Поневеже получил орден Святой Анны 1-й степени с императорской короной.
В 1830 году ему поручено было оцепление войсками Москвы во время эпидемии холеры.
После непродолжительного руководства над 4-й легкой кавалерийской дивизией, 7 января 1834 года назначен присутствующим в Правительствующем Сенате. В 1843 году был переименован в действительные тайные советники.
Умер 19 февраля (2 марта) 1848года и был похоронен в московском Донском монастыре.

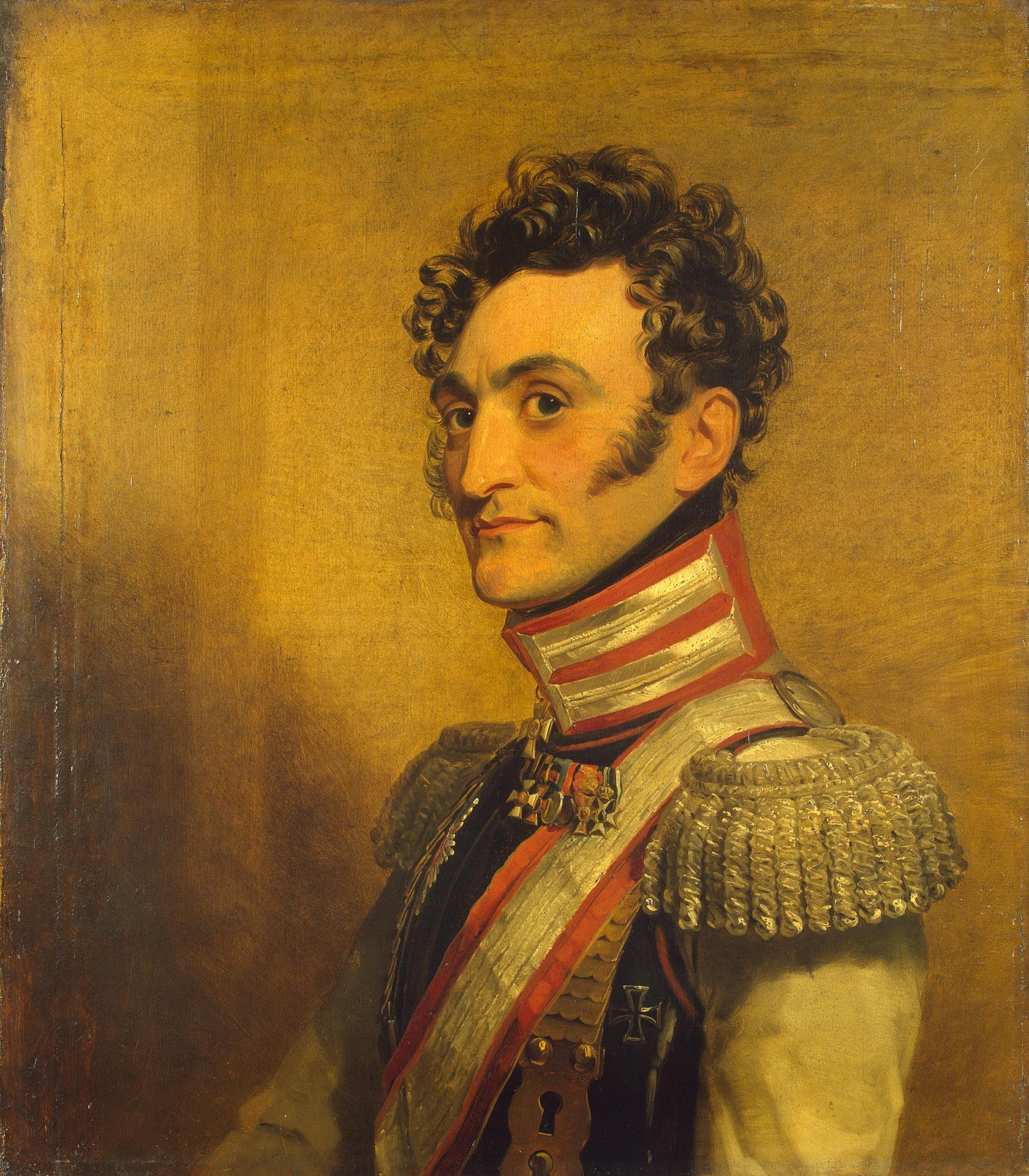
Портрет Владимира Ивановича Каблукова мастерской Дж. Доу из Военной галереи Зимнего дворца

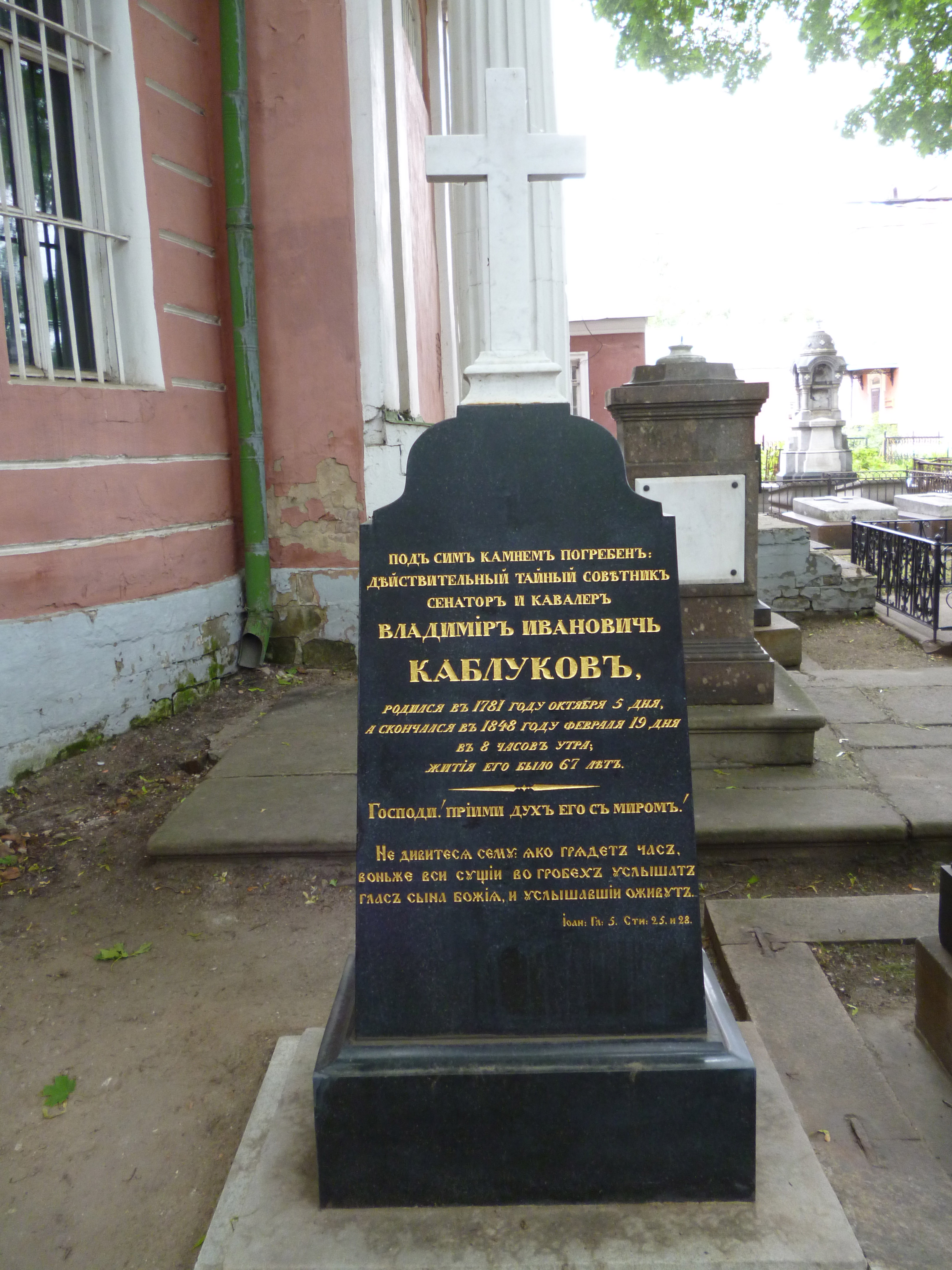
Могила В. И. Каблукова в Донском монастыре

## Награды
- Св. Анны 1-й ст. с императорской короной
- орден Св. Георгия 4-го кл.
- Владимира 2-й ст.
- золотая шпага «за храбрость»
- прусский орден Красного Орла 2-й ст.,
- австрийский орден Леопольда 3-й ст.,
- баварский Военный орден Максимилиана Иосифа 3-й ст.;
- Кульмский крест,
- знак отличия «за Военное Достоинство» 2-й ст.,
- знак отличия «за XXX лет беспорочной службы»,

## Семья
Женат на графине Татьяне Петровне Завадовской (1802—1884), дочери графа Петра Васильевича и графини Веры Николаевны Апраксиной (одной из первых красавиц своего времени). В браке не отличался верностью. А. Я. Булгаков сообщал брату в августе 1818 года: «Красавец Каблуков, женившийся в Москве на графине Завадовской, будет осуждён за связь с Путятиной. Закревский говорит, что ему солдатства не миновать, потому что он осмелился свидетельствовать именем Государя, что это не Путятина, а девица Демидова. Хорош сокол!» У супругов родились дети:
- Вера (1819—1879) — с 1840 года супруга князя Александра Сергеевича Голицына;
- Олимпия (08.07.1821—1904) — супруга князя Анатолия Ивановича Барятинского;
- Клеопатра (1828—1901) — в замужестве Мессинг;
- Александр, умер младенцем.